# Съдиево (област Сливен)
 Тази статия е за селото в Област Сливен.  За другото българско село с това име вижте Съдиево (Област Бургас).  
Съдѝево е село в Югоизточна България, община Нова Загора, област Сливен.

## География
Село Съдиево се намира на около 27 km югозападно от областния център Сливен и около 7 km североизточно от общинския център Нова Загора. Разположено е в североизточната част на Горнотракийската низина върху равен терен с много малък наклон на юг (под 1%), по посока на течащата на около 3 km от селото река Блатница, ляв приток на река Ракитница (от поречието на река Марица). надморската височина в центъра при сградата на кметството е около 148 m. Климатът е преходно-континентален; почвите в землището са преобладаващо наносни и лесивирани.
През Съдиево минава второкласният републикански път II-66 (Европейски път Е773), който води на югозапад към град Нова Загора, а на североизток – през селата Каменово и Злати войвода и Сливенски минерални бани към град Сливен. Общински път от Съдиево на изток води през село Младово към град Кермен (без връзка с минаващата южно от Кермен автомагистрала Тракия).
Землището на село Съдиево граничи със землищата на: село Съдийско поле на север; село Научене на север; село Каменово на изток; село Конево на югоизток; село Омарчево на юг; село Полско Пъдарево на юг; град Нова Загора на югозапад; село Кортен на запад.
В землището на Съдиево има водоем (местност „Тончев кладенец“, поземлен имот 70487.46.101) – на около 400 m северозападно извън селото.
Населението на село Съдиево, наброявало 1247 души при преброяването към 1934 г. и 1337 към 1956 г., намалява до 848 (по служебен документ на НСИ от 2022-12-31) към 2022 г.
При преброяването на населението към 1 февруари 2011 г., от обща численост 829 лица, за 664 лица е посочена принадлежност към „българска“ етническа група, за 9 – към „турска“, за 101 – към „ромска“, за 3 към „не се самоопределят“ и за 52 – „не отговорили“.

## История
В землището на Съдиево има селищна могила от халколита (приблизително периода 5 – 4 хилядолетие пр.н.е.). Открити са фрагменти от глинени съдове, идоли, печати, каменни и кремъчни сечива, хромели. В Злата могила (една от най-големите надгробни могили в България – диаметър 90 m, височина 17,60 m) е открит зидан тухлен гроб от 1 – 2 век на богат тракиец, погребан заедно с две декорирани с ажурни бронзови апликации колесници (двукола и четирикола) и осем расови коня с богато украсени амуниции (бронзови пластини, кабари). През 2 – 4 век в близост е минавал пътят от Августа Траяна (Стара Загора) за крепостта Туида (Сливен). Открити са останки от средновековно селище (9 – 10 век), вероятно Вядица.
Сведения за селото под името Кадъ̀ кьой има в османотурски регистри от 1472 г., 1607 г. и 1671 г. През 19 век на два пъти негови жители (232 семейства, 1354 души) емигрират и основават колонии в Бесарабия, Украйна (село Зализничное, Одеска област) и в Молдова (Валя Пержей, Тараклийски район).
След Руско-турската война (1877 – 1878 г.) по Берлинския договор 1878 г. селото – тогава с име Кадъ̀ кьой – остава в Източна Румелия; присъединено е към България след Съединението 1885 г.. Село Кадъ̀ кьой е преименувано на Източно Съдиево през 1906 г. и на Съдиево през 1934 г.
Училище (с характер на килийно) е открито в селото през 1868 г. в частна къща. Значително по-светски характер добива обучението в него след 1876 г. През 1917 г. е завършен строежът на училищна сграда. През февруари 1923 г. се открива прогимназия и училището се наименува „Източно съдиевска смесена прогимназия“. От 1 август 1997 г. – с наименование Основно училище „Христо Ботев“, то преминава на бюджет и централно счетоводно отчитане към община Нова Загора. Към октомври 2023 г. училището е действащо.
Читалището в Съдиево е основано през 1926 г. (според включената в името му година – 1926; вероятно е дейността му да е започнала през 1928 г.) с име „Пробуда“.
Църквата „Св. Иван Рилски“ в село Съдиево е построена през 1933 – 1935 г. по инициатива на енорийския свещеник Манол Генчев Манолов и е осветена на 22 ноември 1936 г. от старозагорския митрополит Павел. Иконите са изографисани от Кирил Кънчев, художник от град Калофер.
Кредитна кооперация „Житен клас“ се основава в Съдиево през 1924 г. и започва да действа през 1925 г. Дейността ѝ включва отпускане на краткосрочни заеми на членовете за снабдяване с добитък, семена и дребен земеделски инвентар. През 1929 г. се открива потребителен магазин. Развива се усилено дейност за събиране на спестовни влогове и за първи път започва събиране на детски влогове. През 1962 г. е завършен строежът и е открит нов кооперативен дом с ресторант, магазин за хранителни стоки и магазин за текстилни стоки. През 1953 г. кооперацията в село Научен се обединява с кооперацията „Житен клас“, село Съдиево, която пък през 1969 г. се влива в кооперация „Правда“, село Коньово.
Трудово кооперативно земеделско стопанство (ТКЗС) е основано в Съдиево през октомври 1948 г. като Трудово-производствен отдел към тогавашната Всестранна кооперация „Житен клас“ в селото. След няколко промени в организацията и наименованието през следващите години, с решение № 2254/24.07.1992 г. на Сливенския окръжен съд то е вписано в търговския регистър като ТКЗС „Георги Димитров“ в ликвидация, което пък от 19 май 1995 г. е служебно заличено от регистъра.

## Обществени институции
Село Съдиево към 2023 г. е център на кметство Съдиево.
В село Съдиево към 2023 г. има:
- действащо читалище „Никола Йонков Вапцаров – 1926“;[23][24]
- действащо общинско основно училище „Христо Ботев“;[25]
- православна църква „Свети Иван Рилски“;[26]
- пощенска станция;[27]
- Детска градина „Дъга“.[28]

## Редовни събития
Празник на селото е 19 октомври – храмов празник на църквата.

## Други
- Снимки от с. Съдиево
- Църква „Св. Иван Рилски“
- Читалище „Никола Вапцаров“
- Училищният двор